# Cox Lake
Cox Lake är en sjö i Kanada.   Den ligger i provinsen British Columbia, i den sydvästra delen av landet, 3 700 km väster om huvudstaden Ottawa. Cox Lake ligger 108 meter över havet. Arean är 0,12 kvadratkilometer.
I omgivningarna runt Cox Lake växer i huvudsak barrskog. Runt Cox Lake är det mycket glesbefolkat, med 3 invånare per kvadratkilometer.